# Етиопија (музичка група)
Етиопија је српска панк рок група, основана у Јагодини 1984. године.

## Историја

#### Почеци
Бенд Етиопија је настао 1984, а оснивач је био Саша Милојевић Сарага.
Те године је снимљен први демо Бајат хлеб, шест песама са првом, оригиналном поставом Сале Сарага - бас, Горан Прадеган - вокал, Дејан Радовановић - гитара и Дона - бубањ.
Други демо са 4 песама је снимљен 1987. у измењеном саставу: Сале Сарага - бас, Небојша Пантић Панта - бубањ, Дејан Арсић Арса - гитара и Александар Гајин Алез као певач. Бенд је имао велики број концерата, највише у Јагодини, али и у Крагујевцу, Београду и Загребу.
Након свирке у Крагујевцу, бенд учествује на компилацијској касети ’’У Југославији све је добро” на којој се нашла истоимена песма.

#### Комерцијални период
Крајем 1989. године бенд напуштају Панта и Арса тако да Сале окупља нову, трећу поставу: Сале Сарага - бас, Мишко Цветковић Микрофонија - гитара, Душан Јевђовић - бубањ и Дејан Ђорђевић - вокал.
Стил бенда се из жестоког мења у поп рок, и већ половином 1990. издају плочу за загребачки Југотон. Прави се први спот ’’Рођен у предграђу”, бенд има менаџера (Иван Плавшић) и честе наступе на ТВ-у.
Током 1992. потписују уговор са Југодиском о издавању друге плоче. Материјал је снимљен а поред редовног састава на снимању је ангажована Тања Јовићевић (екс. Октобар 1864) за пратеће вокале. Због неслагања са менаџером, бенд пре изласка другог ЛП-а престаје са радом.
Од тада па све до 2009. бенд није био активан.

#### Нови почетак
Бенд се поново окупља априла 2009 у саставу Сале Сарага (бас), Марко Стојановић (гитара), Иван Аранђеловић Чиби (бубањ) и Стеван Поповић Бека (глас).
Бенд почиње поново свирати панк рок, и за кратко време има серију концерата по Србији, од којих је најзначајнији у Београду 20.10.2009. у малој сали СКЦ-а као гост британском панк пиониру, саставу "Вајбрејторс".
Током 2010. године наставља са концертима током које излази и ЦД "Ливе 2010..... Нема изгледа за боље" за хрватску издавачку кућу Слушај најгласније.
Године 2012. остварују сарадњу са украјинским панк саставом Ахинеја и снимају заједнички ЦД.
У децембру 2014, наступом у јагодинском клубу Талир, обележено је 30 година од оснивања бенда, где су се на сцени појавили и пређашњи чланови.
У октобру 2020. у просторијама Књижевног клуба Ђура Јакшић у Јагодини одржана је фото-видео-аудио ретроспектива поводом 35 година од оснивања.

#### Дискографија
- Бајат Хлеб, први демо (5 песама) 1984.
- Демо снимци (4 песме) 1987.
- Уживо Економски факултет Крагујевац - Демо 6.5.1989.
- Етиопиа, ЛП (Југотон – самоиздато) 1990.
- Уживо у Београду, СКЦ, Ливингрум ЦД (студио Крофна - самоиздато) 2009.
- Но Наме (Уживо у студију) Нереализовано 2010.
- Уживо 2010. .. Нема изгледа за боље, ЦД (’’Слушај Најгласније”- Хрватска) 2010.
- Етиопија & Ахинеја (Сплит ЦД) 2012.